# Triller
Ein Triller (aus italienisch (lautmalerisch) trillo), französisch tremblement (englisch trill), abgekürzt oft tr, ist eine Verzierung in der Musik: Über die Dauer der Hauptnote hinweg werden in schnellem Wechsel der notierte Hauptton und der darüber liegende Nebenton (Halbtonschritt oder Ganztonschritt) gespielt.
| Notation | Ausführung bis zur Klassik | Ausführung in der Romantik |
| -------- | -------------------------- | -------------------------- |
|          | Hörbeispielⓘ               | Hörbeispielⓘ               |

Bis zur Klassik beginnt der Triller normalerweise mit der oberen Nebennote, die aber nicht notiert werden musste. Es gab jedoch auch schon im 16.–18. Jahrhundert Triller, die mit der Hauptnote begannen, vor allem in der italienischen Musik. Ein kurzer Triller, bei dem die obere Nebennote nur ein- oder zweimal angeschlagen wird, heißt Pralltriller oder Praller. In der französischen Musik gab es einen Triller, bei dem die obere Nebennote verlängert wird (tremblement appuyé), und einen übergebundenen Triller (tremblement lié), der mit einem Legatobogen an die vorhergehende obere Nebennote angebunden wird, um zu zeigen, dass diese nicht nochmal angeschlagen wird. In der Musikpraxis werden kurze Triller oft vor der Zählzeit (beginnend mit der oberen Nebennote) ausgeführt. Als Abschluss einer melodischen Phrase in einer Kadenz bekommt der Triller normalerweise einen Nachschlag, das bedeutet, dass am Ende des Trillers als vorletzter Ton die untere Nebennote und als letzter Ton die Hauptnote erklingt. Johann Joachim Quantz fordert generell einen Nachschlag; andere Autoren, etwa Leopold Mozart und Carl Philipp Emanuel Bach, nennen auch weitere Möglichkeiten, den Triller zu beenden. Außerdem gab es vor allem im Barock, aber auch später noch, Triller, die mit der unteren Nebennote beginnen oder mit einem Doppelschlag von oben oder von unten.

Die Notation und Spielweise der Triller nach Beginn des 19. Jahrhunderts

Triller mit erniedrigter bzw. erhöhter oberer Nebennote

Im 19. Jahrhundert setzte sich der Triller mit beginnender Hauptnote durch (linke Abbildung; Notation oft auch ohne die Erweiterungslinie  ).
Wollte man in der Romantik einen Triller mit dem Nebenton beginnen, musste man in der Regel einen kurzen Vorschlag hinzufügen. Der Übergang von der einen zur anderen Konvention scheint sich allerdings langsamer vollzogen zu haben, als oftmals angenommen. Noch im Jahr 1815 verlangt Johann Baptist Cramer, den Triller mit der oberen Nebennote zu beginnen: „Das Trillo fängt auf der höhern Note an und endet mit der Hauptnote, weil am Ende gewöhnlich ein Nachschlag folgt.“ Erst die großen Instrumentalschulen aus der Zeit nach Beethoven (Johann Nepomuk Hummel (1828), Louis Spohr (1832) u. a.) nennen nur noch die Möglichkeit, den Triller mit der Hauptnote zu beginnen.
Eine chromatische Veränderung notiert man über dem Trillerzeichen mit dem Veränderungszeichen ♯ oder ♭. Sonst an der Vorschlagsnote (besonders in der Orchesterliteratur finden sich auch die vorgegebenen Töne als kleine, eingeklammerte Notenköpfe neben der Hauptnote oder aber genaue Anweisungen wie „Ganzton“ bzw. „Halbton“). Rechts im Bild sieht man die Notation dieser modifizierten Triller und deren Spielweise, obwohl jene je nach Tonart von diesem Beispiel abweichen kann.

## Notationspraxis

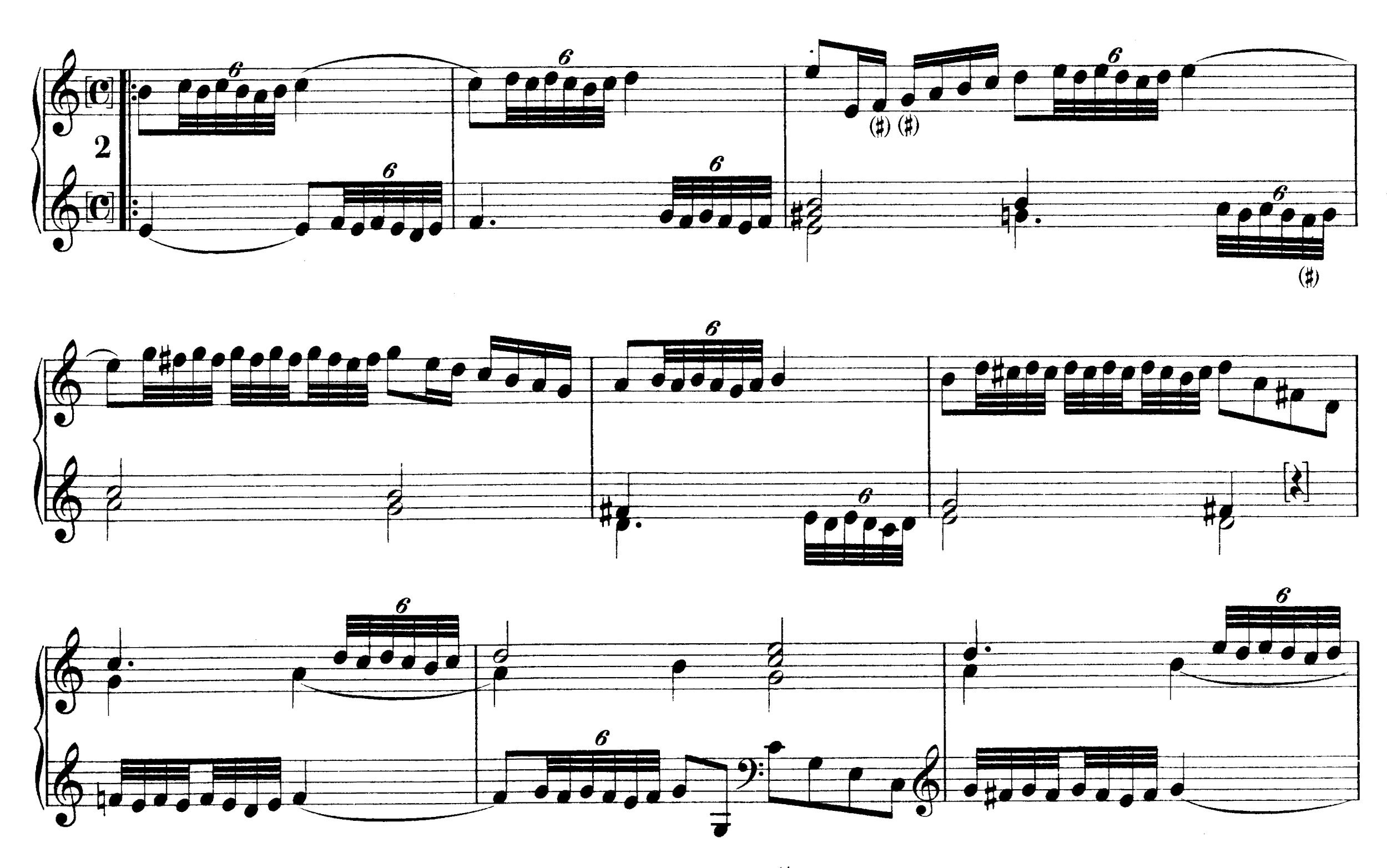
Thomas Tomkins, Ausschnitt aus „The hunting Galliard“, Fitzwilliam Virginal Book (1. Viertel 17. Jh.). Beispiel für zahlreiche ausgeschriebene Triller mit Nachschlag

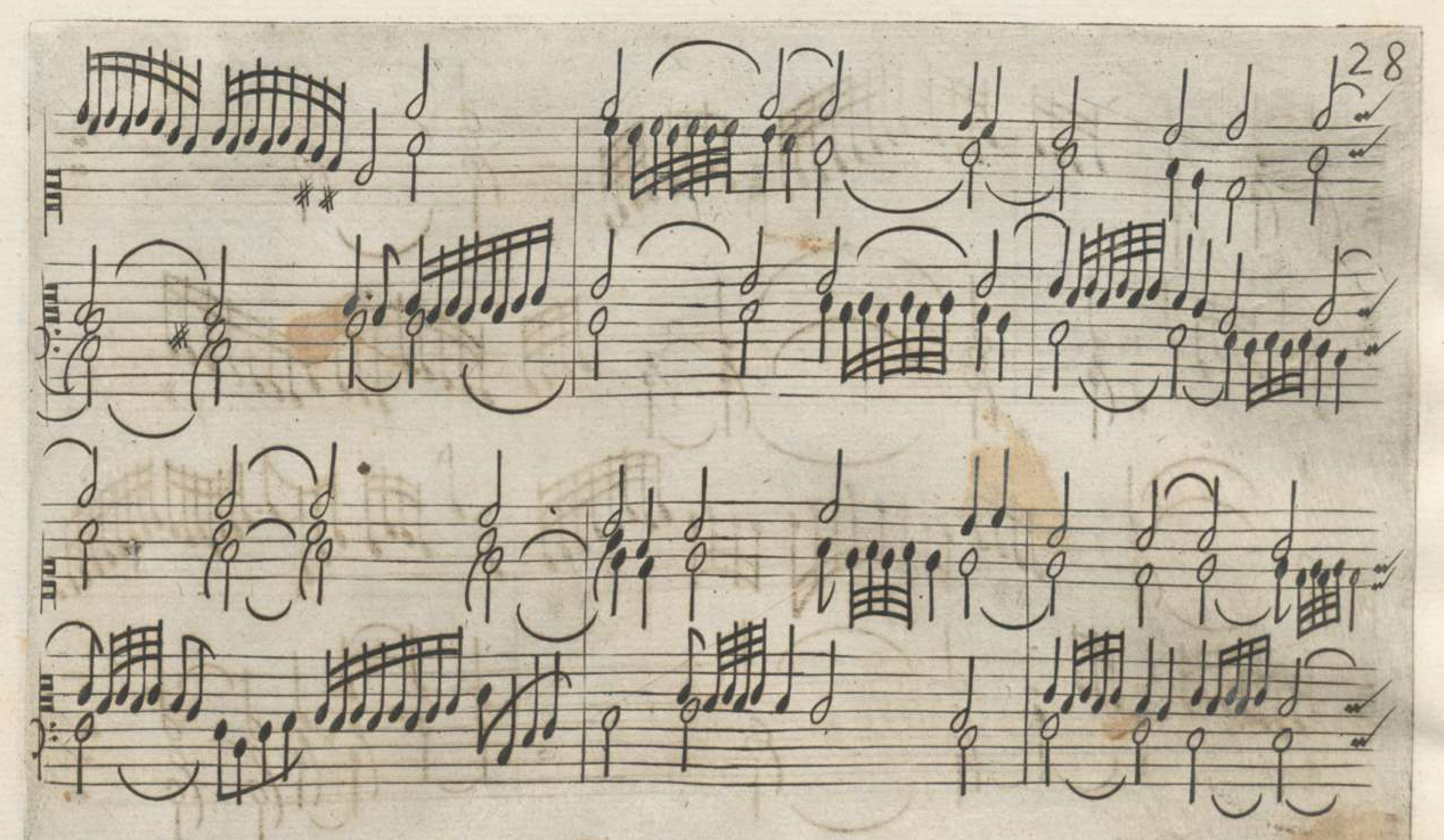
Claudio Merulo, Ausschnitt aus der Toccata 7, Libro 1, Roma 1598. Beispiel für ausgeschriebene „tremoletti“ und andere Trillerarten („groppi“)

Im 16. und frühen 17. Jahrhundert wurden Triller häufig ausgeschrieben, z. B. in der englischen Virginalmusik von William Byrd, John Bull und ihren Zeitgenossen, und in der italienischen Orgel- bzw. Cembalomusik von Andrea Gabrieli, Claudio Merulo, Girolamo Frescobaldi u. a. Ähnliches gilt für virtuose italienische Solo-Madrigale und Arien, z. B. in Giulio Caccinis Le Nuove Musiche (1601 und 1614). In Italien gab es Ende des 16. und Anfang des 17. Jahrhunderts bereits mehrere Traktate, wo Triller und andere Formen von Verzierungen erklärt werden, nicht zuletzt als Anweisung zur Improvisation. Einige bekannte Traktate sind z. B. von Girolamo Diruta Il Transilvano (1593; für Tasteninstrumente) oder von Francesco Rognoni Selva dei vari passaggi…(1620; für Stimme und „alle Arten von Instrumenten“); auch Michael Praetorius erklärt italienische Verzierungen in seinem Syntagma musicum (1614–1619). Es ist ganz wichtig zu wissen, dass die Namen der Verzierungen zu dieser Zeit oft anders waren: Ein Triller mit Nachschlag hieß „gruppo“ oder „groppo“, er konnte sowohl mit der Hauptnote als auch mit der oberen Nebennote beginnen. Kleine zweihebige Pralltriller (von der Hauptnote aus) heißen bei Diruta „tremoletto“; diese finden sich vor allem bei Claudio Merulo, und können auf der Note, vor der Note und sogar halb vor und halb auf der Note sein. Ein „trillo“ ist zu dieser Zeit eine Bebung auf einer Note, die langsam beginnt und immer schneller wird; diese Art von Verzierung hört man manchmal von historisch gut informierten und ausgebildeten Sängern in Gesangsmusik von Caccini, Monteverdi oder Cavalli. Sie wurde auch von Praetorius beschrieben und müsste eigentlich auch in frühbarocker deutscher Musik von Schütz und Praetorius angewendet werden – genau wie alle Arten von „groppi“, also „echte“ Kadenz-Triller.
Seit dem 16. Jahrhundert gibt es verschiedene Abkürzungs-Zeichen für den Triller, je nach Land und Epoche. In Spanien im 16. und 17. Jahrhundert gab es einen Triller mit beginnendem Doppelschlag von unten, den man redoble nannte, Correa de Arauxo bezeichnete ihn deshalb 1626 mit einem „R“. In England hieß der Triller „shake“, man benutzte ein Zeichen, das aus zwei parallelen Querstreifen bestand, etwa so: //. In Frankreich nannte man den Triller „cadence“ (einfacher Triller) oder „double cadence“ (Tr. mit Nachschlag), später auch „tremblement“ (z. B. bei d’Anglebert und F. Couperin), und man verwendete normalerweise eine Wellenlinie seit den ersten Verzierungstabellen 1665 im ersten Livre d’orgue (Orgelbuch) von Guilaume-Gabriel Nivers und den Pièces de Clavessin von Chambonnières 1670. Für andere Instrumente, z. B. in der französischen Violinmusik, gab es als Zeichen für den Triller auch ein Kreuz. In Italien war im 17. Jahrhundert als Zeichen ein einfaches „t“ üblich – als Abkürzung für „tremolo“ oder „tremuletto“ (das italienische Wort für Triller bzw. einen kleinen Triller (Pralltriller)), oder (später) für „trillo“ (spanisch trino). Dieses wurde auch von deutschen Komponisten übernommen. Aus dem einfachen „t“ entwickelte sich das heute noch übliche „tr“. Dieses wird z. B. von Mattheson und Agricola verwendet. Komponisten wie Johann Sebastian Bach, Händel oder Carl Philipp Emanuel Bach benutzten sowohl die französische Wellenlinie als auch die Abkürzung „tr“. Joh. Seb. Bach verwendet auch komplexere Trillerarten, die er vermutlich von d’Anglebert, F. Couperin oder von Georg Muffat hat. All diese Zeichen werden bei Melodieinstrumenten oder Stimme über der betreffenden Note notiert, bei Tastenmusik über oder unter der Note, je nachdem in welcher Stimme der Triller erscheinen soll.
Des Weiteren werden auch in der Notation für Schlagwerk, wie die Pauke oder die Triangel, eigentliche Tremoli bzw. Wirbel gerne mit einem Trillerschlenker versehen, obwohl es sich bei diesen um gar keine handelt.
Auch beim Akkordspiel (strumming) im Barockzeitalter sprach man, etwa bei italienischen Gitarristen des 17. Jahrhunderts, vom trillo (Plural trilli), wenn ein notierter Akkord als Doppel-, Dreifach- oder Vierfach-Schlag auszuführen war. Die Aufführungspraxis von trillo und dem ähnlichen repicco (Daumen-/Zeigefingerwechsel beim Doppel-Schlagen der Akkorde) wird von den Gitarristen Giovanni Battista Abatessa und Giovanni Paolo Foscarini sowie James Tyler beschrieben.

## Verwendung des Trillers
Besonders reichlich wird der Triller in der Musik des 16. bis 18. Jahrhunderts angewandt, er war ein unverzichtbarer Bestandteil der Musik von Renaissance und Barock bis hin zur Klassik und sollte der Musik einen glitzernden „Glanz“ und „Schimmer“ verleihen, wie z. B. Pier Francesco Tosi 1723, und Johann Joachim Quantz 1752 schrieben. Triller hatten außerdem eine leicht nachvollziehbare Assoziation mit dem „Tirilieren“ von Singvögeln. Sie waren im besagten Zeitraum so essentiell, dass noch Carl Philipp Emanuel Bach 1753 schrieb, dass man „wenigstens ohne zwey gute Triller in jeder Hand nicht fortkommen“ könne.

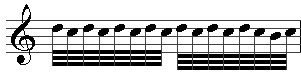
Triller mit Nachschlag, oft als Kadenztriller benutzt

Es wurden nicht nur viele Arten von langen und kurzen, langsamen und schnellen Trillern verwendet (siehe oben), sondern seit dem 16. Jahrhundert, in der gesamten barocken Musik und bis zur Wiener Klassik war besonders – kurz vor Ende einer melodischen Phrase – der Kadenztriller üblich, normalerweise mit Nachschlag (im italienischen Frühbarock: groppo (siehe oben und Abb. rechts)).
Ein Sonderfall dieser Praxis ist im Barock und in der Epoche der Klassik der Triller am Ende einer Solo-Kadenz in einer Arie oder einem Solokonzert.
Abgesehen von der oben beschriebenen Praxis der genau vorgeschriebenen Triller wurde Musik im 16. bis 18. Jahrhundert häufig ganz schlicht aufgezeichnet, weil die zeitgenössischen, oft hochvirtuosen Interpreten und Sänger ohnehin wussten, wo man Triller oder andere Verzierungen machen muss. Diese Praxis betrifft ganz besonders die italienische Musik, und dabei wiederum besonders die Gesangspartien in der Oper. Die soeben erwähnten Kadenztriller z. B. waren derart selbstverständlich, dass sie nicht unbedingt eingezeichnet werden mussten:

„Wer einen recht schönen Triller machen kann, der hat, wenn er auch keinen sonderlichen Vorrath von andern Auszierungen des Gesanges bey sich führete, doch immer den Vortheil, mit Ehren zu den Absätzen oder Schlüssen des Gesanges zu kommen, wo der Triller am allermeisten unentbehrlich ist. Wer aber entweder gar keinen, oder doch nur einen fehlerhaften Triller hervor bringen kann; der wird niemals ein großer Sänger werden; wenn er auch gleich sonst noch so viel verstände.“

Eingezeichnet wurden in der italienischen Barockmusik also nur solche Triller, die irgendwie außergewöhnlich waren, und wo der Komponist dem Interpreten nicht die freie Wahl lassen wollte, z. B. gab es die sogenannte „catena di trilli“, die Trillerkette: Eine auf- oder absteigende Folge von Ganz- oder Halbtönen, die alle einen Triller bekamen, aber so, dass einer in den anderen übergeht. Dies ist besonders bei Sängern eine spektakuläre Zurschaustellung von Virtuosität, zu der auch damals nur ganz außergewöhnliche Sänger wie die Kastraten Farinelli und Caffarelli oder die berühmten Primadonnen Faustina Bordoni und Francesca Cuzzoni fähig waren.

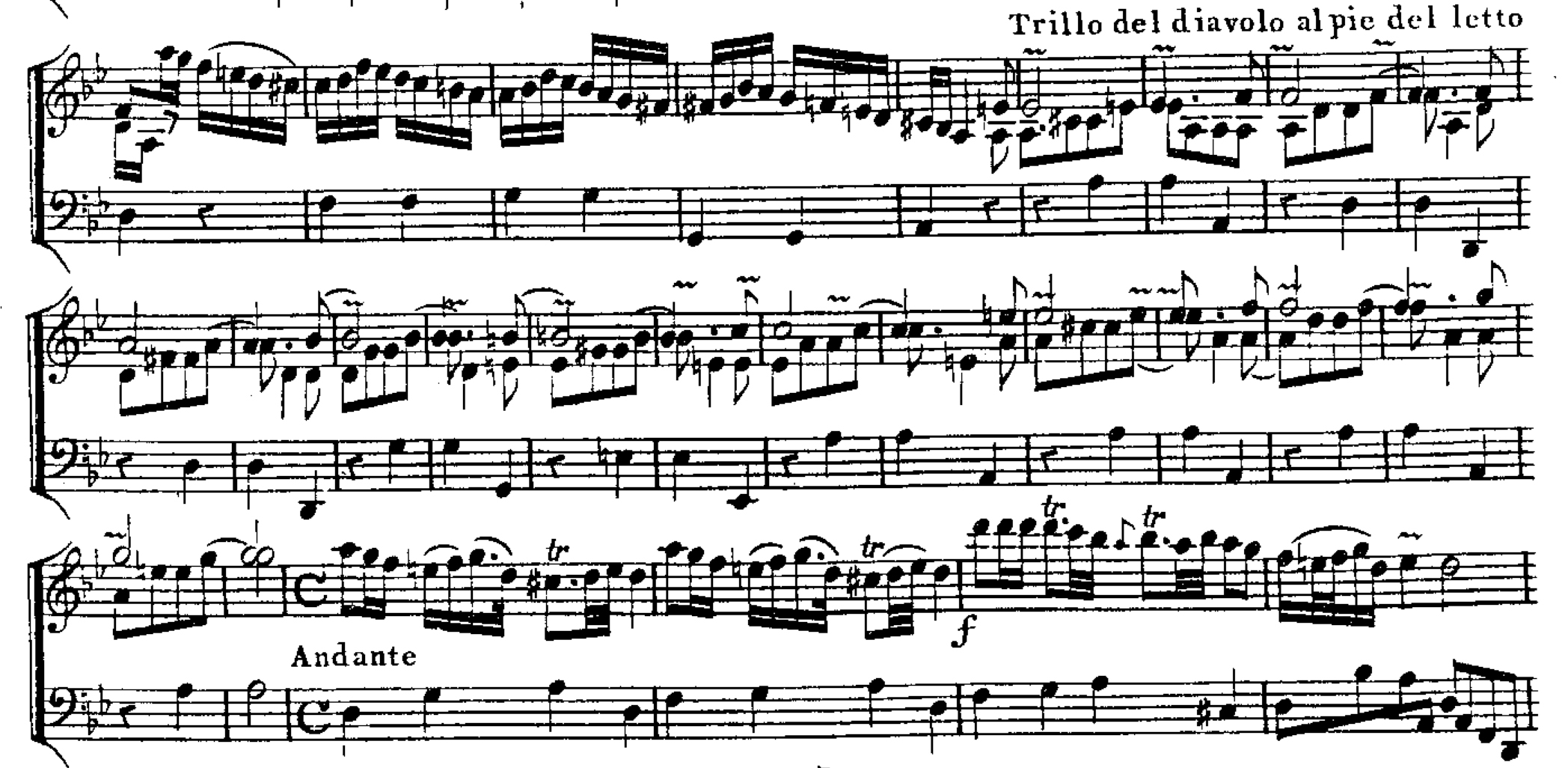
Giuseppe Tartini, Violinsonate g-Moll B.g5, „Teufelstriller“ im 3. Satz

Eine der berühmtesten „catena di trilli“ ist eine langsame zweistimmige Passage im letzten Satz von Tartinis sogenannter „Teufelstrillersonate“ g-Moll (B. g5), wo die Violine eine lange Linie aufsteigender Triller spielt, die z. T. chromatisch ist, aber auch Terzsprünge enthält, und wo der Spieler sich selber mit einer zweiten Stimme begleiten muss. Diese Passage kommt zweimal vor und wurde in der Erstausgabe in L’Art du Violon Nr. 140 (Paris, Decombe, ca. 1799) mit folgendem Zusatz versehen: „Trillo del diavolo al pie del letto“ (= „Triller des Teufels am Fuße des Bettes“ (von Tartini; Anm. d. Verf.)) – eine Anspielung auf die Legende von Tartinis Traum, der diese Sonate angeblich ihre Entstehung verdankt.
Beispiele für Trillerketten gibt es auch in der Tastenmusik schon Mitte des 17. Jahrhunderts, z. B. bei Johann Caspar Kerll, der in seiner Toccata 8 in G (in T. 28–29) eine aufsteigende parallele Trillerkette in beiden Händen gleichzeitig bringt. Einfache Trillerketten findet man auch noch in Klavierwerken von Mozart, z. B. in seinem Rondo in a-Moll oder in seinen Variationen über „Lison dormait“ KV. 264/315d, wo er unterhalb der Trillerkette in der rechten Hand virtuose Figurationen in der Linken bringt, und das alles in einem poetischen Adagio.
In Frankreich begann man in der Instrumentalmusik ab 1665 / 1670 relativ genau alle Triller und andere Verzierungen einzutragen, zuvor waren sie improvisiert worden, wie in Italien. Mit der (manchmal offenbar ungelenken) Improvisation war allerdings trotz der präzisen französischen Notenausgaben nicht sofort Schluss, denn noch 1722 schrieb François Couperin im Vorwort zu seinem dritten Buch mit Pièces de clavecin:

„Es überrascht mich stets…, meine Stücke von solchen Personen spielen zu hören, welche sie erlernten, ohne von den Zeichen Kenntnis zu nehmen. Eine Vernachlässigung, die unentschuldbar zu nennen ist, da es niemandem anheimgestellt wird, ihm beliebige Verzierungen anzuwenden. Ich erkläre daher, dass meine Stücke so zu spielen sind, wie ich sie vorzeichne, und dass sie auf Personen guten Geschmackes nur dann die gewünschte Wirkung ausüben werden, wenn man sie dem Buchstaben nach vorträgt, ohne etwas hinzuzufügen oder wegzulassen.“

Noch zu Couperins Lebzeiten, in den 1720er Jahren, setzte bei jüngeren französischen Komponisten wie Jean-François Dandrieu oder Rameau eine Tendenz zur Vereinfachung, und zu etwas weniger Trillern und anderen Verzierungen, ein. Das ist besonders deutlich bei Rameaus zweitem Buch Pièces de clavecin von 1724, die bei ihrer Neuauflage von 1731 weniger Verzierungen aufweisen. Trotzdem sind diese Werke nicht ohne Triller denkbar.
Deutsche Komponisten wie Bach oder Händel trugen normalerweise nicht alle Triller und wesentliche Verzierungen in ihren Werken ein und überließen dies der Fantasie des Spielers, aber es gibt einige sehr stark verzierte Versionen einzelner Stücke, wie z. B. Bachs Reinschrift der dreistimmigen Sinfonia 5 in Es-Dur, BWV 791, oder Abschriften diverser Stücke von Schülern mit eingetragenen Trillern und anderen Verzierungen (Englische und Französische Suiten, Fugen etc.).
Manchmal wurden Triller zu besonders virtuosen Spezial-Effekten eingesetzt, italienische Sänger wie Farinelli sangen z. B. auf langen Noten oder Fermaten Triller, die sie im pianissimo begannen, dann auf volle Lautstärke anschwellen ließen, und schließlich wieder diminuendo im Nichts verklingen lassen konnten. Solche Effekte lösten beim Publikum Beifallsstürme aus.
Auch in der Instrumentalmusik gab es Spezialeffekte mit Trillern, z. B. verlangt Johann Caspar Kerll in seinen Toccaten manchmal lange virtuose Parallel-Triller in beiden Händen gleichzeitig, in seiner Toccata 1 in d müssen die Mittelstimmen einen solchen langsam anlaufenden Doppeltriller zwei Takte lang halten, während die beiden Außenstimmen sich melodisch weiterbewegen. Ein anderes Beispiel für sehr lange Triller in einer Mittelstimme mit virtuosen Figurationen und Kuckucksrufen darüber und darunter ist das Ende von Bernardo Pasquinis Toccata con lo scherzo del cucco (= „Toccata mit dem Scherz des Kuckucks“); Pasquini notierte nicht die heute übliche lange Wellenlinie (siehe oben), sondern schrieb einfach zu Beginn der acht bzw. sechs Takte lang ausgehaltenen Noten „trillo continuo“ (= andauernder, durchgehaltener Triller). Louis-Claude Daquin publizierte in seinen Pièces de clavecin von 1735 ein Stück Les trois Cadances (sic!) (= „die drei Triller“), wo er verlangt, dass man drei Triller gleichzeitig spielen muss (mit beiden Händen). Die dabei notwendigen „Doppeltriller“ in einer Hand wurden in Traktaten manchmal erwähnt (z. B. von F. Couperin (L’art de toucher le clavecin, 1717) oder von C. Ph. E. Bach (1753)), aber normalerweise nicht angewendet, da sie nicht nur viel Übung, sondern eine besonders günstige Anlage erfordern. Auch Beethoven machte später diese Art von Doppelt- und Dreifachtrillern in einigen seiner Klavierkonzerte.
Der Triller spielte bereits in der Klassik (ab ca. 1770) nicht mehr die große Rolle wie in den vorhergehenden Epochen, obwohl er noch ein normaler Bestandteil der musikalischen Sprache war, besonders als Kadenztriller, oder für gelegentliche Effekte mit Trillerketten und lang gehaltenen Trillern. In der ersten Hälfte des 19. Jahrhunderts gehörte er nach wie vor zum Repertoire vor allem im italienischen Belcanto.

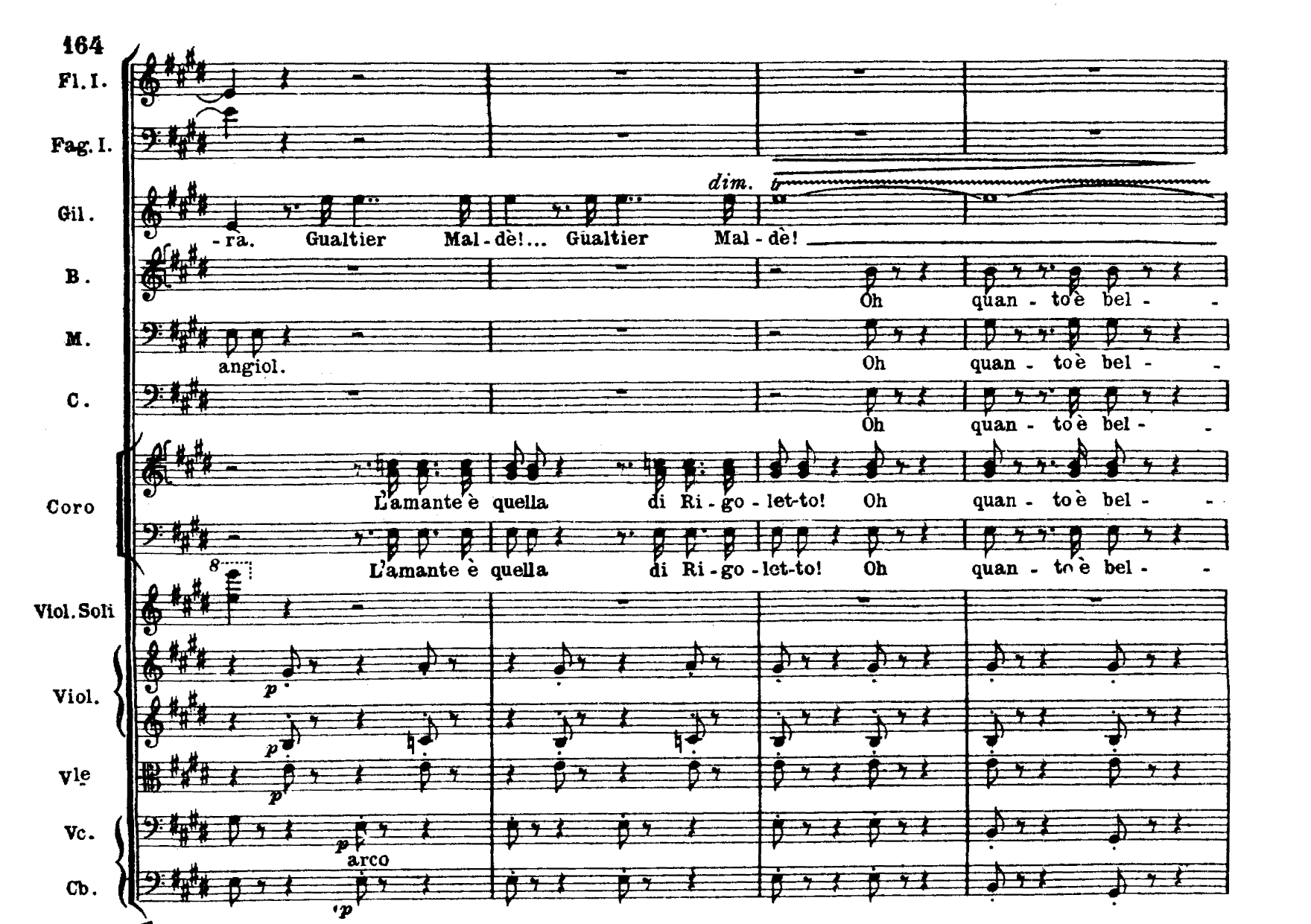
Giuseppe Verdi: Rigoletto (1851), Gildas Arie „Caro nome“ (Ende)

Aber nachdem der letzte Kastrat Giovanni Battista Velluti die Bühne verlassen hatte, und romantische Komponisten wie Donizetti und Bellini immer mehr Wert auf dramatische Effekte legten, gehörte er fast ausschließlich zum Repertoire fragiler und/oder edler Frauengestalten, die manchmal in Wahnsinnsszenen noch akrobatische Triller zu singen haben (z. B. Wahnsinnsszene der Lucia in Donizettis Lucia di Lammermoor). Einige der letzten berühmten Szenen, die perfekte Triller verlangen, sind in Verdis Il trovatore die Cabaletta der Leonora „Di tale amor…“ im ersten Akt und ihre Arie „D’Amor sull’ali rosee“ in Akt IV, 1; sowie die Arie der Gilda „Caro nome“ aus Verdis Rigoletto (1851), die viele kleine Triller verlangt und mit einem langen Triller auf dem e’’ abschließt, der diminuendo im Nichts verebbt.
Einige Sängerinnen, die im 20. und 21. Jahrhundert berühmt für ihre Triller wurden, sind Maria Callas, Joan Sutherland, Beverly Sills, Montserrat Caballé (bekannt für ihre Kehltriller) und neuerdings, vor allem in der Barockmusik, Vivica Genaux und Karina Gauvin.
Der Triller, wie auch der Koloraturgesang, gehörte außerdem besonders zum Repertoire der im 19. Jahrhundert entstandenen sogenannten „leichten Muse“. Die Musik der Wiener Walzerkomponisten Joseph Lanner, Johann Strauss Vater, Johann Strauss Sohn u. a. enthält oft viele Triller, die eine Atmosphäre von Fröhlichkeit, Heiterkeit und Vergnügen, und einen spritzig-brillanten, zwitschernden und champagnerartigen Effekt ausüben sollten. Eines von vielen Beispielen ist der Walzer Brüsseler Spitzen op. 95 (1836) von Strauss Vater, dessen Einleitung mit mehreren langen Trillern beginnt, die in diesem speziellen Fall aber wohl auch etwas von dem schon damals etwas altmodisch-rokokohaften Hauch kostbarer Spitzen einfangen soll.
In anderen Fällen wurden lange Triller in romantischer Orchestermusik manchmal für „zauberische“ oder „feenhafte“ Effekte eingesetzt, z. B. zu Beginn von Jacques Offenbachs Barcarolle „Belle nuit“ (= „Schöne Nacht“ in Les contes d’Hoffmann, 1864/1880), oder am Ende von Felix Mendelssohn-Bartholdys berühmtem Hochzeitsmarsch aus der Bühnenmusik (op. 61) zu Shakespeares Sommernachtstraum, wo die flatternden Triller nicht nur quirlige Freude ausdrücken, sondern wohl auch eine Anspielung auf die zauberhafte Atmosphäre und die elfenhaften Wesen der Handlung sind.
Auch in der traditionellen Volks- und Kunstmusik verschiedener Länder kommen neben anderen Arten von Verzierungen auch kurze, schnelle oder langsame Triller vor, besonders in orientalischer oder indischer Musik. Praktisch kommen Triller außerdem auch in zahlreichen modernen Musikgenres vor, z. B. auch in neueren Musik-Genres wie Blues oder Rock. Hier sind die Triller aber für gewöhnlich wesentlich kürzer als in der älteren Literatur und entsprechen eher dem Pralltriller.

## Unicode
Im Unicode-Standard ist das Schriftzeichen als „MUSICAL SYMBOL TR“ unter dem Codepoint U+1D196 im Unicodeblock Notenschriftzeichen vorhanden.